# Wai (Thái Lan)

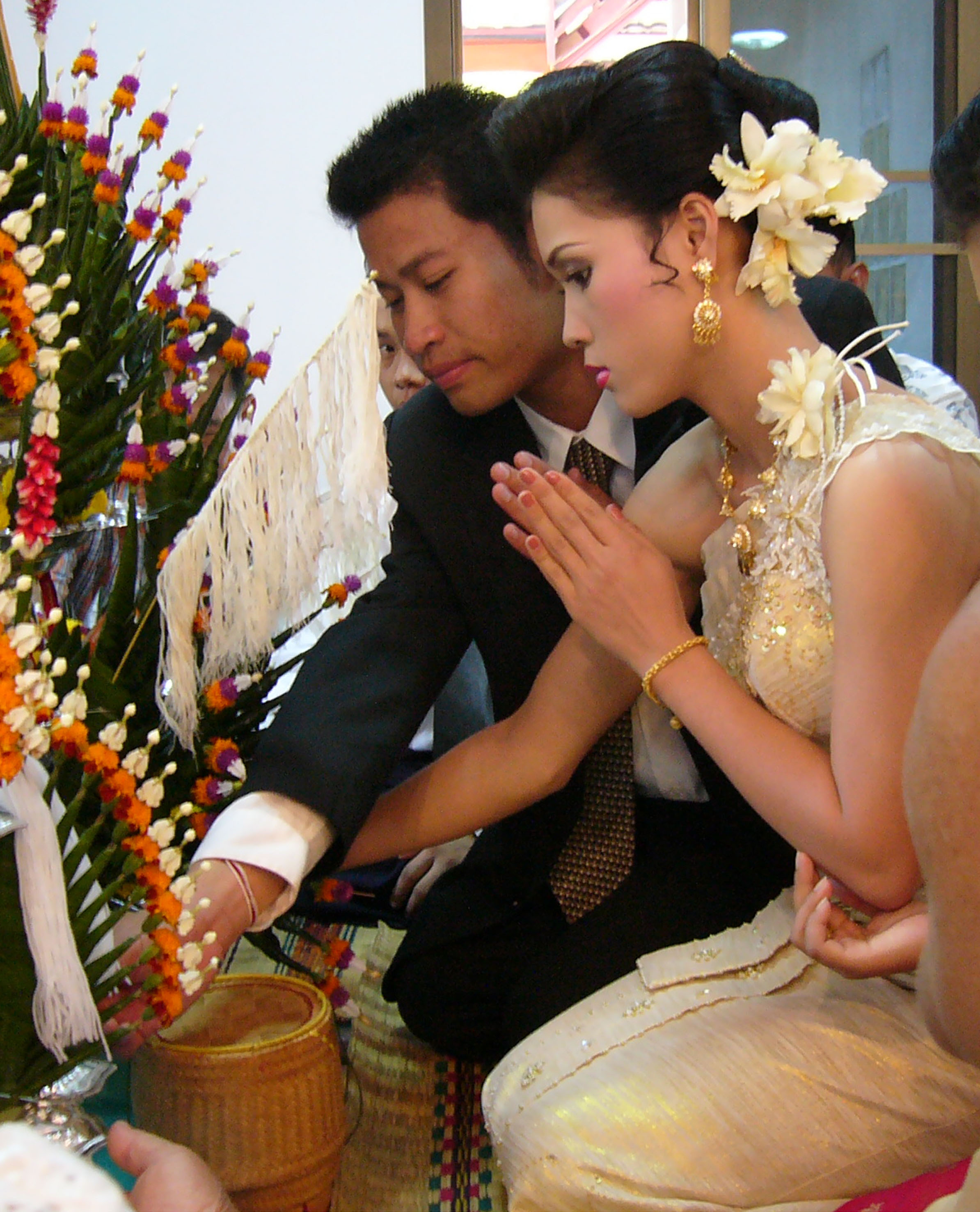
Cô dâu Thái đang vái

Wai (tiếng Thái: ไหว้, phát âm [wâi], tiếng Việt nghĩa là vái) là kiểu chào của người Thái, bao gồm việc cúi đầu nhẹ, với hai lòng bàn tay áp vào nhau theo kiểu cầu nguyện. Nó có nguồn gốc từ Añjali Mudrā của Ấn Độ, cũng giống như नमस्ते (namaste) của người Ấn Độ, "ສະບາຍດີ" (sabaidi) của người Lào cũng như các sắc tộc Thái trên thế giới,  người Lự ở Tây Song Bản Nạp (Trung Quốc), မင်္ဂလာပါ (mingalaba) của người Myanmar  và ជំរាបសួរ (chum riep suor) của người Campuchia. Độ cao của đôi bàn tay so với khuôn mặt và độ thấp của việc cúi đầu có liên quan đến sự tôn trọng hoặc sùng kính của người thực hiện wai muốn thể hiện. Wai là nghi thức thường được thực hiện truyền thống khi bước vào một căn nhà. Khi chuyến thăm kết thúc, khách thỉnh cầu sự cho phép đi về và lặp lại sự cảm ơn như khi bước vào nhà. Wai cũng thường là một cách để biểu thị cảm ơn và xin lỗi.

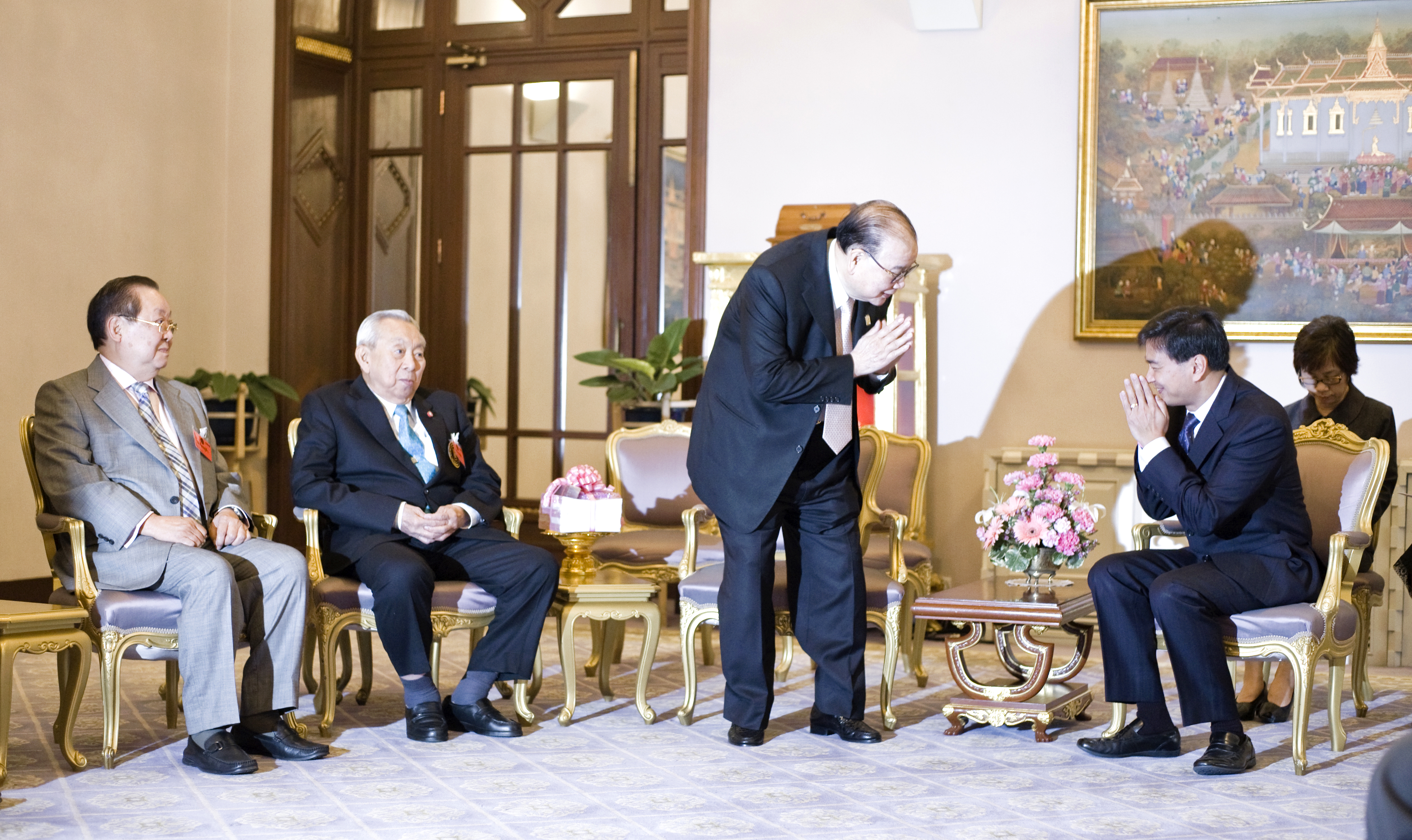
Vái chào nhau tại một cuộc hội đàm của chính phủ Thái Lan

Từ thường được nói cùng với wai là lời chào gặp mặt hoặc tạm biệt sawatdi (RTGS của สวัสดี, phát âm [sàwàtdiː], thỉnh thoảng được Latinh hóa sawasdee). Lời chào bằng ngôn ngữ này thường theo sau bởi kha (ค่ะ)  khi người nói là nữ và khrap (ครับ) khi người nói là nam. Từ sawatdi được tạo ra từ giữa thập niên 1930 bởi Phraya Upakit Silapasan của Đại học Chulalongkorn. Bắt nguồn từ tiếng Sanskrit svasti (nghĩa là "tốt đẹp"), trước đây nó chỉ được dùng tại Thái Lan như một câu mở đầu trịnh trọng. Chính phủ duy dân tộc của Plaek Pibulsonggram từ đầu thập kỉ 1940 đề xuất sử dụng nó trong hệ thống chính quyền cũng như đại chúng như một phần trong hệ thống cải cách văn hóa để hiện đại hóa Thái Lan.
Wai vẫn tồn tại đến ngày nay như một phần cực kỳ quan trọng của nét văn hóa ứng xử xã hội của người Thái, những người rất nhạy cảm đến vị trí tự nhận thức của mình trong xã hội. Du khách nước ngoài không quen với văn hóa và ngôn ngữ Thái Lan không nên wai người trẻ tuổi hơn họ trừ khi để đáp lại wai. Tuy nhiên một người nên luôn luôn đáp lại wai để thể hiện sự tôn trọng. Wai trong thương nghiệp, ví dụ do người bán lẻ ở cửa hành tiện lợi, thường được đáp lại với nụ cười hoặc gật đầu.
Nếu một người nhận được wai khi đang mang đồ đạc, hoặc do bất cứ lí do gì khiến việc đáp lại khó khăn, cũng nên thể hiện sự tôn trọng bằng cách có một nỗ lực điệu bộ tốt nhất trong tình huống cho phép.

## Sự tương đồng tại các quốc gia khác
Pranāma hay Namaste , một phần của văn hóa Ấn Độ cổ đại đã lan truyền đến Đông Nam Á , vốn là một phần của Ấn Độ Dương rộng lớn hơn , thông qua sự truyền bá Ấn Độ giáo và Phật giáo từ Ấn Độ. Nó đã ảnh hưởng đến các quốc gia sau đây:
Ở Trung Quốc , cách chào tương tự - được người Lự gọi là "suk sabaidee" và ᥛᥬᥰ ᥕᥧᥱ ᥘᥤ ᥕᥧᥱ ᥔᥣ? của người Thái Na.
Ở Campuchia , Lào và Myanmar , cách chào tương tự—được gọi là "chum riep sour" (ជំរាបសួរ)", "sabaidee (ສະບາຍດີ)", "mingalaba (မင်္ဂလာပါ)", "maur sung kha (မႂ်ႇသုင်ၶႃႈ)" (người Shan) cũng đang được sử dụng.
Ở Indonesia , các cử chỉ giống như wai được sử dụng ở nhiều vùng khác nhau của đất nước, trong triều đình Java , nó được gọi là sembah ( tiếng Java : ꦱꦼꦩ꧀ꦧꦃ , tiếng Sundan : ᮞᮨᮙᮘᮃᮠ , tiếng Bali : ᬲᬾᬫ᭄ᬩᬄ ), và cũng phổ biến ở Lombok và Bali , nơi Ấn Độ giáo và Phật giáo đang hoặc đã được thực hành rộng rãi. Ở Bali từ chào hỏi được nói trong sembah là om swastiastu , [6] tương đương với sawatdee trong tiếng Thái. Cả hai đều có nguồn gốc từ tiếng Phạn svasti . Trong tiếng Phạn svasti có nghĩa là "an toàn, hạnh phúc và thịnh vượng", và astu có nghĩa là "hãy như vậy". Vì vậy, Om Swastiastu có nghĩa là: "Ôi Chúa ơi, tôi hy vọng mọi điều tốt lành (an toàn, hạnh phúc và thịnh vượng) đến từ mọi hướng."
Ở Malaysia và Brunei , trong lịch sử, nó được sử dụng để gửi lời cảm ơn hoặc lời chào đến người bảo trợ hoặc nhân vật cấp cao hơn, với hai tay giơ lên ngang với cấp bậc hoặc đẳng cấp của cá nhân mà nó hướng đến. Nó vẫn được sử dụng khi có sự hiện diện của hoàng gia Malaysia hoặc Brunei.
Ở Philippines , mặc dù không được sử dụng như một cử chỉ chào hỏi, nhưng các cử chỉ tương tự như wai (chắp hai tay ngang bụng, ngang ngực hoặc ngang cằm) được sử dụng để bày tỏ lòng biết ơn chân thành đối với người giúp đỡ hoặc ân nhân, đặc biệt là nếu địa vị xã hội của ân nhân đó cao hơn địa vị xã hội của người được giúp đỡ. Điều này có nguồn gốc từ tín ngưỡng và phong tục của người Ấn Độ giáo - Phật giáo tiền Tây Ban Nha và tiền Hồi giáo của quần đảo. Nó vẫn được sử dụng như một lời chào trước và sau điệu nhảy pangalay của các dân tộc Tausug và Bajau ở Quần đảo Sulu .
Ở Nam Ấn Độ và Sri Lanka , một cử chỉ tương tự được sử dụng để chào hỏi. Ví dụ, trong tiếng Tamil , cụm từ chào Vanakkam (வணக்கம்), nghĩa là lời chào, bắt nguồn từ từ gốc vanangu (வணங்கு), nghĩa là cúi đầu hoặc chào hỏi. Trong tiếng Sinhalese, "Ayubowan", nghĩa là "chúc bạn sống lâu hơn", được sử dụng. Cử chỉ thường được sử dụng để chào đón mọi người ở Ấn Độ.